# Selección de voleibol de Bulgaria

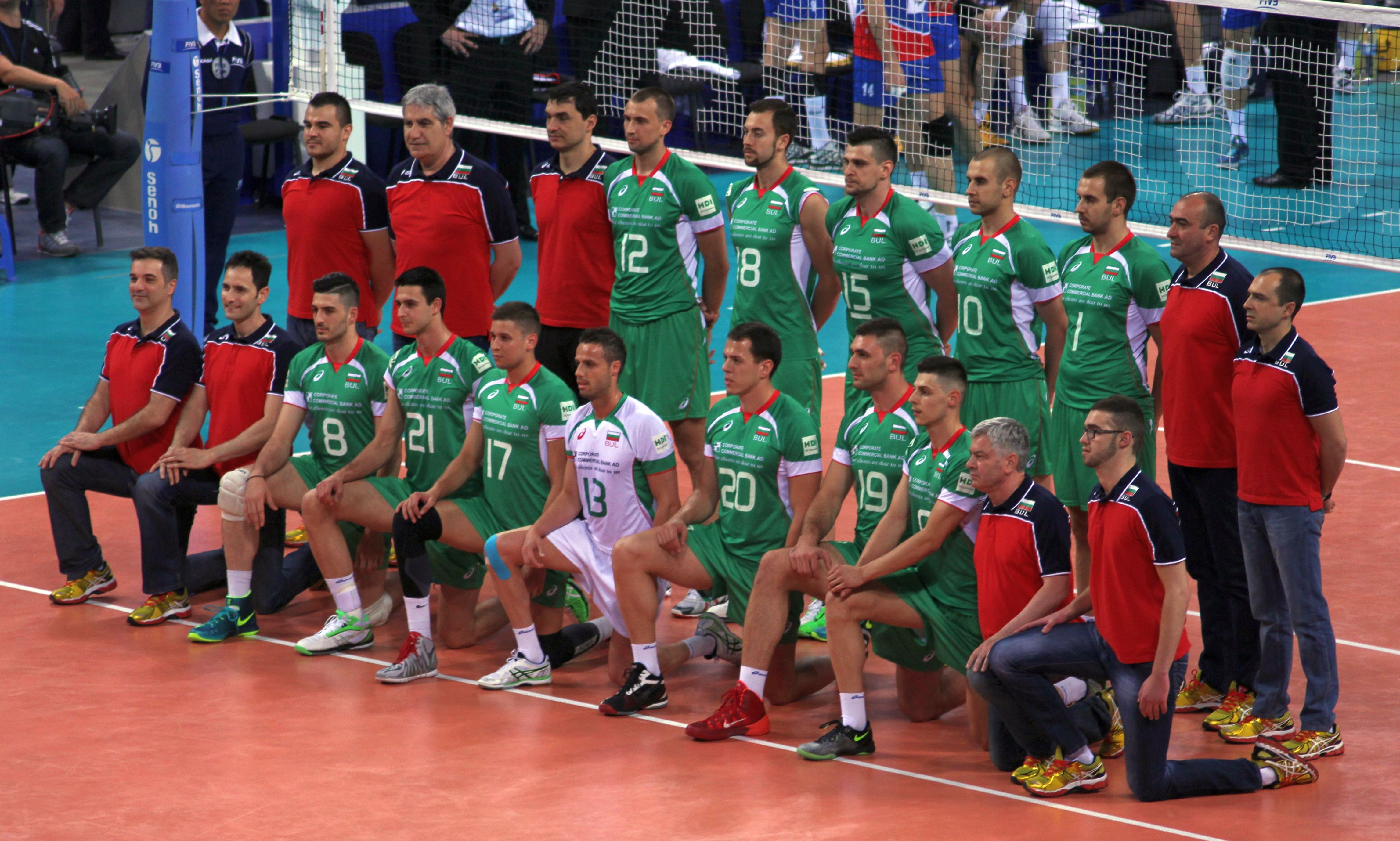
Selección Nacional de Voleibol de Bulgaria año 2014

La selección de voleibol de Bulgaria es el equipo masculino representativo de voleibol de Bulgaria en las competiciones internacionales organizadas por la Confederación Europea de Voleibol (CEV), la Federación Internacional de Voleibol (FIVB) o el Comité Olímpico Internacional (COI). La organización de la selección está a cargo de la Bulgarska Federatsiya Volejbol.

## Historia
En su historia la selección búlgara ha conseguido participar con continuidad en todas las principales competiciones de voleibol; pese a no haber ganado ningún título, ha subido muchas veces al podio. En los Juegos Olímpicos ha logrado el subcampeonato en la edición de Moscú 1980 donde fue derrotada por 3-1 en la final por mano de la Unión Soviética y ha sido semifinalista en Londres 2012 (derrota en la semifinal ante Rusia y en la final por el bronce ante Italia).
Ha sido subcampeona tanto en el Campeonato Mundial en la edición organizada por la misma Bulgaria en 1970 (segunda en la liguilla 1°-8° puesto por detrás de la República Democrática Alemana) como en el Campeonato Europeo de 1951 (segunda en la liguilla 1°- 6° puesto nuevamente por detrás de la Unión Soviética).

## Historial
| \| - Tokío 1964: 5° - México 1968: 6° - Múnich 1972: 4° - Montreal 1976: No clasificada \| - Moscú 1980: Plata - Los Ángeles 1984: No clasificada - Seúl 1988: 6° - Barcelona 1992: No clasificada \| - Atlanta 1996: 7° - Sídney 2000: No clasificada - Atenas 2004: No clasificada - Pekín 2008: 5° \| - Londres 2012: 4° - Río de Janeiro 2016: No clasificada \| | |                                                                                                 |                                                          |
| - Tokío 1964: 5° - México 1968: 6° - Múnich 1972: 4° - Montreal 1976: No clasificada | - Moscú 1980: Plata - Los Ángeles 1984: No clasificada - Seúl 1988: 6° - Barcelona 1992: No clasificada | - Atlanta 1996: 7° - Sídney 2000: No clasificada - Atenas 2004: No clasificada - Pekín 2008: 5° | - Londres 2012: 4° - Río de Janeiro 2016: No clasificada |

| \| - 1949: 3° - 1952: 3° - 1956: 5° - 1960: No clasificada’' - 1962: 4° \| - 1966: 7° - 1970: 2° - 1974: 7° - 1978: 10° - 1982: 5° \| - 1986: 3° - 1990: 5° - 1994: 9° - 1998: 7° - 2002: 13° \| - 2006: 3° - 2010: 7° - 2014: 13° - 2018: \| |                                                         |                                                         |                                           |
| - 1949: 3° - 1952: 3° - 1956: 5° - 1960: No clasificada’' - 1962: 4° | - 1966: 7° - 1970: 2° - 1974: 7° - 1978: 10° - 1982: 5° | - 1986: 3° - 1990: 5° - 1994: 9° - 1998: 7° - 2002: 13° | - 2006: 3° - 2010: 7° - 2014: 13° - 2018: |

| \| - 1990: No clasificada - 1991: No clasificada - 1992: No clasificada - 1993: No clasificada - 1994: 4° - 1995: 5° - 1996: 8° \| - 1997: 6° - 1998: 7° - 1999: No clasificada - 2000: No clasificada - 2001: No clasificada - 2002: No clasificada - 2003: 5° \| - 2004: 4° - 2005: 5° - 2006: 4° - 2007: 5° - 2008: 7° - 2009: 10° - 2010: 7° \| - 2011: 5° - 2012: 4° - 2013: 4° - 2014: 9° - 2015: 10° - 2016: 11° \| | |                                                                               |                                                                     |
| - 1990: No clasificada - 1991: No clasificada - 1992: No clasificada - 1993: No clasificada - 1994: 4° - 1995: 5° - 1996: 8° | - 1997: 6° - 1998: 7° - 1999: No clasificada - 2000: No clasificada - 2001: No clasificada - 2002: No clasificada - 2003: 5° | - 2004: 4° - 2005: 5° - 2006: 4° - 2007: 5° - 2008: 7° - 2009: 10° - 2010: 7° | - 2011: 5° - 2012: 4° - 2013: 4° - 2014: 9° - 2015: 10° - 2016: 11° |

| \| - 1948: No clasificada - 1950: 4° - 1951: 2° - 1955: 3° - 1958: 4° - 1963: 4° - 1967: 9° - 1971: 7° \| - 1975: 5° - 1977: 5° - 1979: 10° - 1981: 3° - 1983: 3° - 1985: 5° - 1987: 11° - 1989: 6° \| - 1991: 5° - 1993: 5° - 1995: 4° - 1997: 9° - 1999: 7° - 2001: 6° - 2003: 9° - / 2005: No clasificada \| - 2007: 8° - 2009: 3° - / 2011: 6° - / 2013: 4° - / 2015: 4° \| |                                                                                           | |                                                              |
| - 1948: No clasificada - 1950: 4° - 1951: 2° - 1955: 3° - 1958: 4° - 1963: 4° - 1967: 9° - 1971: 7° | - 1975: 5° - 1977: 5° - 1979: 10° - 1981: 3° - 1983: 3° - 1985: 5° - 1987: 11° - 1989: 6° | - 1991: 5° - 1993: 5° - 1995: 4° - 1997: 9° - 1999: 7° - 2001: 6° - 2003: 9° - / 2005: No clasificada | - 2007: 8° - 2009: 3° - / 2011: 6° - / 2013: 4° - / 2015: 4° |

| \| - 1965: 9° - 1969: 5° - 1977: 6° - 1981: No clasificada \| - 1985: No clasificada - 1989: No clasificada - 1991: No clasificada - 1995: No clasificada \| - 1999: No clasificada - 2003: No clasificada - 2007: 3° - 2011: No clasificada \| - 2015: No clasificada \| |                                                                                             |                                                                                 |                        |
| - 1965: 9° - 1969: 5° - 1977: 6° - 1981: No clasificada | - 1985: No clasificada - 1989: No clasificada - 1991: No clasificada - 1995: No clasificada | - 1999: No clasificada - 2003: No clasificada - 2007: 3° - 2011: No clasificada | - 2015: No clasificada |

## Medallero
Actualizado después del Campeonato Europeo de 2015
| Competición        | Oro | Plata | Bronce | Total |
| ------------------ | --- | ----- | ------ | ----- |
| Juegos Olímpicos   | 0   | 1     | 0      | 1     |
| Campeonato Mundial | 0   | 1     | 4      | 5     |
| Campeonato Europeo | 0   | 1     | 3      | 4     |
| Liga Mundial       | 0   | 0     | 0      | 0     |
| Copa Mundial       | 0   | 0     | 1      | 1     |
| Total              | 0   | 3     | 8      | 11    |